# Mojżesz z Optiny
Mojżesz, imię świeckie Timofiej Iwanowicz Putiłow (ur. 4 stycznia?/15 stycznia 1782 w Borysoglebskim, zm. 4 czerwca?/16 czerwca 1862 w Kozielsku) – przełożony i starzec Pustelni Optyńskiej, święty mnich prawosławny. 

## Życiorys
Był najstarszym z kilkorga dzieci zamożnego kupca. Wykształcony w domu rodzinnym, od dzieciństwa przejawiał głęboką religijność. Po osiągnięciu wieku dorosłego, pragnąc wstąpić do stanu duchownego, odwiedził razem z bratem szereg monasterów i rozmawiał z otoczonymi szczególnym szacunkiem mnichami. Ostatecznie obaj bracia zostali posłusznikami w monasterze Zaśnięcia Matki Bożej w Sarowie, gdzie zetknęli się z późniejszym świętym mnichem Serafinem. Następnie w nieokreślonych bliżej okolicznościach obaj opuścili wspólnotę i zaczęli prowadzić życie pustelnicze w lasach w okolicach Kozielska, gdzie też złożyli wieczyste śluby. Tymofiej przyjął wówczas imię Mojżesz. 
Mnich Mojżesz został zawezwany do Pustelni Optyńskiej przez biskupa kałuskiego w celu organizacji podległego temu klasztorowi męskiego skitu św. Jana Chrzciciela. Ostatecznie został przełożonym całego monasteru i poparł plan uczynienia z niego centrum życia duchowego Rosji poprzez przywrócenie instytucji starczestwa. Mnisi-starcy mieli być od 1829 wybierani przez całą wspólnotę z grona najbardziej doświadczonych zakonników. Mojżesz jako przełożony wspólnoty przyczynił się do przeniesienia się do niej mnichów Lwa (Nagołkina) i Makariusza (Iwanowa), którzy zostali pierwszymi starcami optyńskimi. Sam Mojżesz również został wybrany na starca przez innych zakonników, a jednym z jego dzieci duchowych był kolejny późniejszy święty – mnich Ambroży (Grenkow). 
Jako przełożony mnich Mojżesz wspierał działalność wydawniczą Pustelni Optyńskiej, jak również zgromadził w klasztorze bogatą bibliotekę dzieł teologicznych. Jako starzec wiele czasu poświęcał na spotkania z ludźmi świeckimi, przybywającymi do Kozielska po porady duchowe. 6 czerwca 1862, przewidując rychłą śmierć, złożył w obecności całej wspólnoty i licznych wiernych świeckich śluby wielkiej schimy. Po tym wydarzeniu miał uzyskać dar jasnowidzenia. Zmarł dziesięć dni później. Jego ciało miało nie ulec rozkładowi. 
Kanonizowany w 1996 jako jeden z Soboru Świętych Starców Optyńskich. Jego relikwie znajdują się w cerkwi Kazańskiej Ikony Matki Bożej w kompleksie monasteru. Jego nieformalny kult istniał jednak jeszcze przed oficjalnym uznaniem świętości – żywot schimnicha opracował jeszcze w XIX wieku biskup Juwenaliusz (Połowcew), dawny zakonnik Pustelni Optyńskiej.